# رابین رایت
رابین گِیل رایت (به انگلیسی: Robin Gayle Wright) (زاده ۸ آوریل ۱۹۶۶) بازیگر و خواننده آمریکایی است.
رایت برای بازی در سریال خانه پوشالی برنده گلدن گلوب شد و چندین بار نامزد جایزه امی شد

## زندگی هنری
او در سال ۱۹۸۷ در فیلم عروس شاهزاده ایفای نقش نمود و به شهرت رسید. در سال ۱۹۹۴ با بازی در فیلم معروف فارست گامپ به یک بازیگر مطرح تبدیل شد و شهرت زیادی کسب کرد؛ و توانست نامزد جوایزی همچون جایزه گلدن گلوب بهترین بازیگر نقش مکمل زن شود. وی در این فیلم با تام هنکس همبازی بود.
از دیگر فیلم‌های او می‌توان به فیلم‌های شکست ناپذیر/ مانیبال/ کنگره و نسخهٔ آمریکایی فیلم دختری با خالکوبی اژدها به کارگردانی دیوید فینچر اشاره نمود. وی از سال ۲۰۱۳ تا کنون به خاطر نقش آفرینی تحسین برانگیزش در سریال سیاسی خانه پوشالی مورد ستایش منتقدان و مخاطبان قرار گرفت و توانست جوایزی چون گلدن گلوب و چندین جایزهٔ دیگر را از آن خود کند. وی در این سریال با بازیگران مطرح دیگری همچون کوین اسپیسی همبازی است.

## زندگی خصوصی
رایت در سال ۱۹۸۶ با دین ویترسپون ازدواج کرد این زندگی مشترک دو سال بیشتر دوام نیاورد و آنها در سال ۱۹۸۸ از همدیگر جدا شدند. وی در سال ۱۹۹۶ با شان پن ازدواج نمود. این دو در سال ۲۰۱۰ از هم جدا شدند و حاصل این زندگی مشترک، دو فرزند است. رایت از ژانویه تا نوامبر ۲۰۱۴ با بن فاستر نامزد بودند ولی سرانجام از همدیگر جدا شدند.

## بخشی از فیلم‌شناسی
- جوخه معاون هالیوود (۱۹۸۶)
- عروس شاهزاده (۱۹۸۷)
- انکار (۱۹۹۰)
- ایالات گریس (۱۹۹۰)
- پلی‌بویز (۱۹۹۲)
- اسباب بازی‌ها (۱۹۹۲)
- فارست گامپ (۱۹۹۴)
- نگهبان گذرگاه (۱۹۹۵)
- مال فلاندرز (۱۹۹۶)
- معشوق (۱۹۹۷)
- او خیلی دوست داشتنیه(۱۹۹۷)
- جارو جنجال(۱۹۹۸)
- پیامی در بطری (۱۹۹۹)
- چگونه سگ همسایه خود را بکشید (۲۰۰۰)
- آسیب‌ناپذیر (۲۰۰۰)
- قول (۲۰۰۱)
- آخرین قلعه (۲۰۰۱)
- اولئاندر سفید (۲۰۰۲)
- کارآگاه آوازخوان (۲۰۰۳)
- باکرگی (۲۰۰۳)
- خانه‌ای در انتهای دنیا (۲۰۰۴)
- نه زندگی (۲۰۰۵)
- متاسفم، متنفران (۲۰۰۵)
- شکستن و وارد شدن (۲۰۰۶)
- سگ هاوند (۲۰۰۷)
- بئوولف (۲۰۰۷)
- چه اتفاقی افتاده‌است؟ (۲۰۰۸)
- راز موناکر (۲۰۰۸)
- نیویورک، دوستت دارم (۲۰۰۸)
- وضعیت بازی (۲۰۰۹)
- زندگی شخصی پیپا لی (۲۰۰۹)
- سرود کریسمس (۲۰۰۹)
- توطئه‌گر (۲۰۱۰)
- مانیبال (۲۰۱۱)
- رمپارت (۲۰۱۱)
- دختری با خالکوبی اژدها (۲۰۱۱)
- کنگره (۲۰۱۳)
- ستایش (۲۰۱۳)
- تحت‌تعقیب‌ترین مرد (۲۰۱۴)
- خانه پوشالی (۲۰۱۳–۲۰۱۹)
- اورست (۲۰۱۵)
- زن شگفت‌انگیز (۲۰۱۷)
- بلید رانر ۲۰۴۹ (۲۰۱۷)
- لیگ عدالت (۲۰۱۷)
- زن شگفت‌انگیز ۱۹۸۴ (۲۰۲۰)
- سرزمین (۲۰۲۱)
- لیگ عدالت زک اسنایدر (۲۰۲۱)
- دوشیزه (۲۰۲۴)
- اینجا (۲۰۲۴)

## پیوند
- رابین رایت[پیوند مرده] در بانک اطلاعات اینترنتی فیلم‌ها